# Raymundo Morales de la Torre
Raymundo Morales de la Torre (Lima, 23 de febrero de 1885-Curahuasi, 7 de septiembre de 1936) fue un escritor, periodista y docente universitario peruano. Perteneció a la corriente modernista. Fue uno de los fundadores de la Universidad Católica del Perú. 

## Biografía
Hijo de Raymundo Morales Arias y Mercedes de la Torre.
Cursó sus estudios escolares en el Colegio de los Sagrados Corazones-La Recoleta, en Lima. Luego ingresó a la Universidad Mayor de San Marcos donde se graduó de doctor en Letras (1906), y doctor en Jurisprudencia (1912), así como se recibió de abogado.
Volcado desde temprana edad a la actividad literaria, fue colaborador en las revistas limeñas Prisma y  Variedades. Participó como mantenedor de los primeros juegos florales universitarios realizados en 1909, en los que se produjo la consagración de José Gálvez Barrenechea, el «Poeta de la Juventud».
Se dedicó a la docencia universitaria como catedrático adjunto de Estética e Historia del Arte en la Universidad de San Marcos, pasando a ser titular en reemplazo de Alejandro Deustua (1909-1911). También dictó de manera eventual las cátedras de Literatura Moderna (1910-1911) y Literatura Antigua (1913).
Fue uno de los fundadores de la Universidad Católica del Perú (1917), donde fue profesor de Estética y Literatura Moderna, así como decano de la Facultad de Letras (1929-1934).
En 1930 empezó a colaborar en el diario El Comercio usando el seudónimo de Ramuntcho.
En el segundo gobierno del general Óscar R. Benavides fue nombrado director de Justicia (cargo que antaño había desempeñado su padre). Acompañó a su superior, el ministro Diómedes Arias Schreiber, en un viaje a la sierra con motivo de la inauguración de la Corte Superior de Abancay; pero en el trayecto fue afectado por una neumonía que le provocó la muerte (1936).
Una calle del distrito limeño de San Isidro conmemora su nombre. 

## Apreciaciones críticas
Luis Alberto Sánchez considera que Morales de la Torre, al igual que José Santos Chocano y otros escritores peruanos coetáneos suyos, cultivó un modernismo peculiar. Su género exclusivo fue el narrativo. Sánchez destaca su prosa poética, con marcado influjo del italiano Gabriele D'Annunzio. Washington Delgado lo define como «escritor fino, subjetivo, melodioso, [que] se inscribe plenamente en la órbita modernista».

…si bien denotó en su juventud una clara influencia de D'Annunzio, en su madurez pareció un romántico tardío, pues hallaba solaz en la evocación de viejos tiempos y figuras magníficas, en tanto que afectaba cierta ironía ante los aspectos crepusculares o negativos del presente.
Alberto Tauro del Pino

Es de destacar en la obra de este autor el trasfondo artístico, de indudable influencia europea, sobre el que diseña la historia de los personajes, y la manifiesta adhesión al culto de la latinidad y a un concepto mediterráneo de la belleza.
Alberto Escobar

En la prosa de Morales de la Torre los valores de melodía y ritmo definen el sentido de la inspiración y el concepto que el autor poseyó de lo literario. Prefiere en el arte lo bello inverosímil a lo vulgar estrictamente observado, la leyenda a la historia, la anécdota a la crítica, el romance a la literatura de ideas.
Zaldumbide

## Publicaciones
- Los estudios literarios (1906)
- Paisajes íntimos (1906), cuentos.
- La cámara azul —elogio de las preciosas— (1922)
- Apuntes y perfiles (1927).